# Krużlowa Wyżna
Krużlowa Wyżna ist eine Ortschaft mit einem Schulzenamt der Landgemeinde Grybów im Powiat Nowosądecki der Woiwodschaft Kleinpolen in Polen.

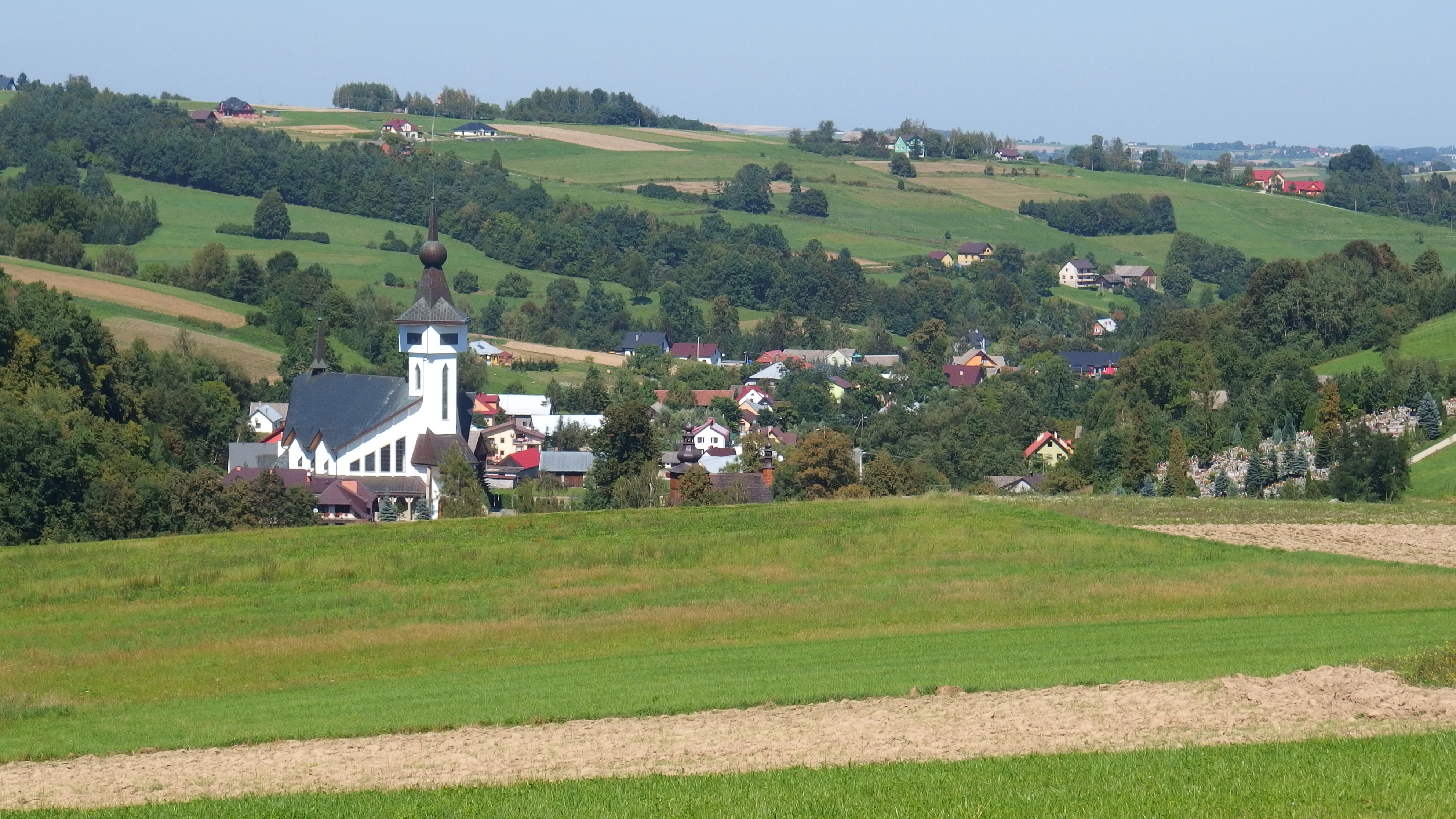
Blick auf Krużlowe Wyżne

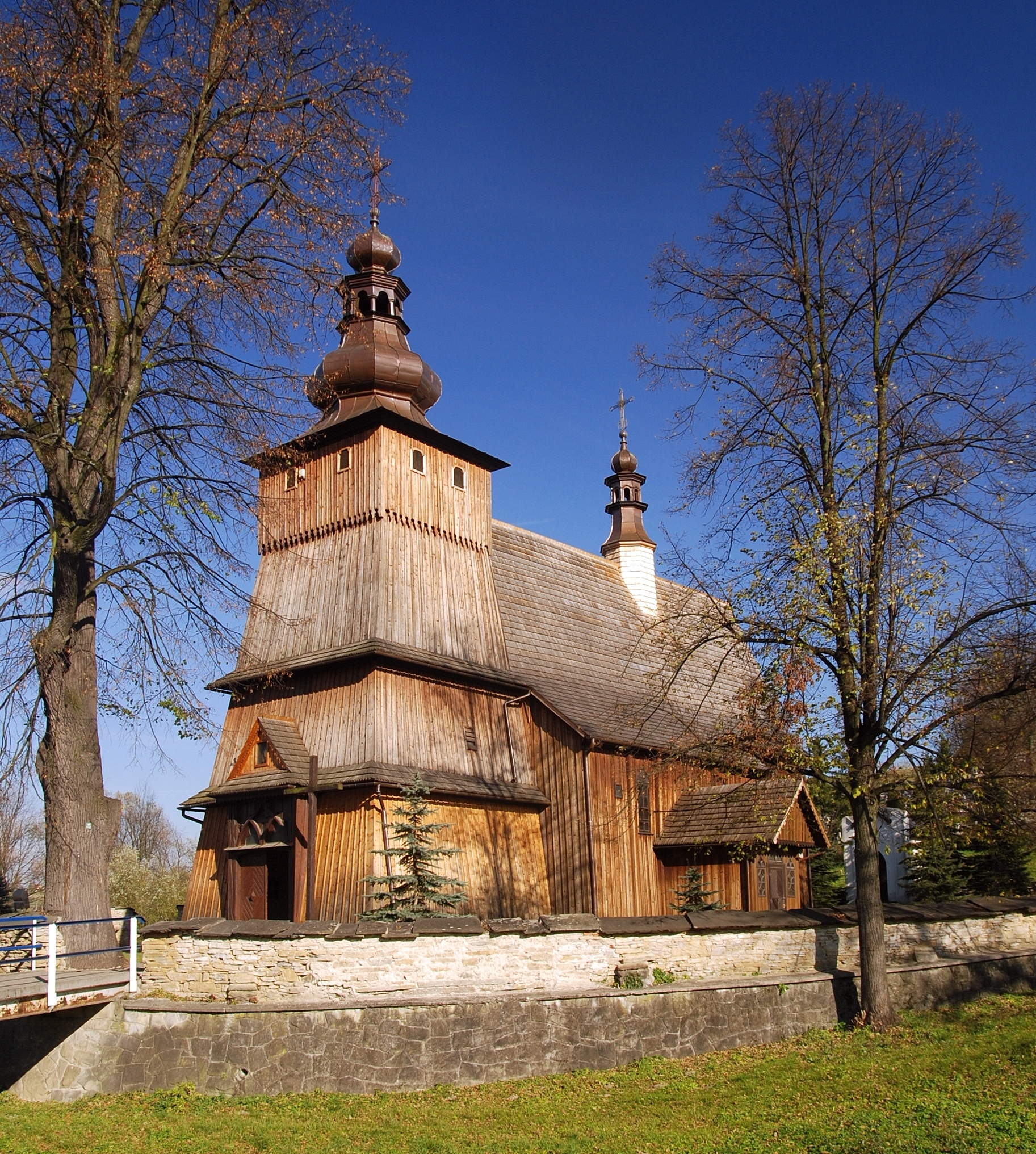
Alte Holzkirche aus dem Jahr 1520

## Geographie
Der Ort liegt an der Grenze zwischen dem Rożnów-Gebirge im Westen und Ciężkowice-Gebirge im Osten, etwa drei Kilometer nordwestlich der Stadt Grybów.
Die Nachbarorte sind Krużlowa Niżna im Norden, Siołkowa im Osten, Stara Wieś im Süden, sowie Posadowa Mogilska im Westen.

## Geschichte
Der Ort wurde erstmals urkundlich als die Kirche Smidlno im Peterspfennigregister des Jahres 1335 im Dekanat Neu Sandez des Bistums Krakau erwähnt. Der ursprüngliche Name Śmidlno bzw. Śmilno, unklarer Herkunft (nach Borek möglicherweise von slowakischen *smḷd > smild-, später Metathesen smild- > smidl- und Vereinfachung zu smiln-), wurde noch 1337 als Smidlo, 1348 als Smildno und 1356 als Smylna erwähnt. Die Erwähnung von Cruzlowa seu Noua Szmyldno im Jahr 1370, das damals aus dem polnischen bzw. ruthenischen Recht auf das Magdeburger Recht übertragen wurde, ermöglichte die Verbindung der heutigen Dörfer Krużlowa (Niżna und Wyżna) mit dem frühen unidentifizierten Śmidlno, obwohl schon im Jahr 1356 Smylna einen Schulz namens Jakub hatte (danach 1370 war der Schulz ein gewisser Herman). Der neue besitzanzeigende Name Krużlowa ist vom Personennamen Kruzel bzw. Krużel (= Krążel//Krężel) abgeleitet und tauchte wieder mal in den Jahren 1379 (Krusloua), 1412 (Kroslowa), 1420 (Gruszlowa), 1421 (Cruszlowa, Crziszlowa), 1428 (Cruszlow), 1440 (Kruszlyowa) usw. auf, aber wurde auch im Jahr 1400 einmalig mit dem patronymischen Suffix -(ow)ice (Krzuszlouicze) ersetzt. Erst im frühen 17. Jahrhundert wurden zwei Orte unterschieden: Krużlowa Niżna (etwa Nieder Krużlowa) und Krużlowa Wyżna (Ober Krużlowa) mit der Pfarrkirche.
Das private Dorf gehörte zum Königreich Polen (ab 1569 in der Adelsrepublik Polen-Litauen), Woiwodschaft Krakau, Kreis Sącz.
Nach der Ersten Teilung Polens kam Krużlowa Wyżna zum neuen Königreich Galizien und Lodomerien des habsburgischen Kaiserreichs (ab 1804).
1889 wurde dort eine gotische Skulptur aus Lindenholz von Władysław Łuszczkiewicz und Stanisław Wyspiański entdeckt. 1899 wurde die Schöne Madonna von Krużlowa vom Nationalmuseum Krakau erworben.
1918, nach dem Ende des Ersten Weltkriegs und dem Zusammenbruch der k.u.k. Monarchie, kam Krużlowa Wyżna zu Polen. Unterbrochen wurde dies durch die Besetzung Polens durch die Wehrmacht im Zweiten Weltkrieg, während der es zum Distrikt Krakau im Generalgouvernement gehörte.
Von 1975 bis 1998 gehörte Krużlowa Wyżna zur Woiwodschaft Nowy Sącz.